# Camillus Glynn
Camillus Glynn (irisch Camillus Mac Fhloinn, * 4. Oktober 1941 in Grehanstown, Killucan, County Westmeath) ist ein irischer Politiker und seit 1997 Senator im Seanad Éireann, dem Oberhaus des irischen Parlaments.
Glynn war von 1979 bis zur Abschaffung der Dualen Mandate Mitglied des Westmeath County Council. 1988 bis 1989 sowie 1993 bis 1994 war er dessen Vorsitzender. Glynn kandidierte 1997 erfolglos bei den Wahlen zum 28. Dáil Éireann, wurde jedoch im gleichen Jahr für die Fianna Fáil in den 21. Seanad Éireann gewählt.
Glynn ist verheiratet und ist Vater von zwei Söhnen und zwei Töchtern.